# 席格蒙·克梅尼

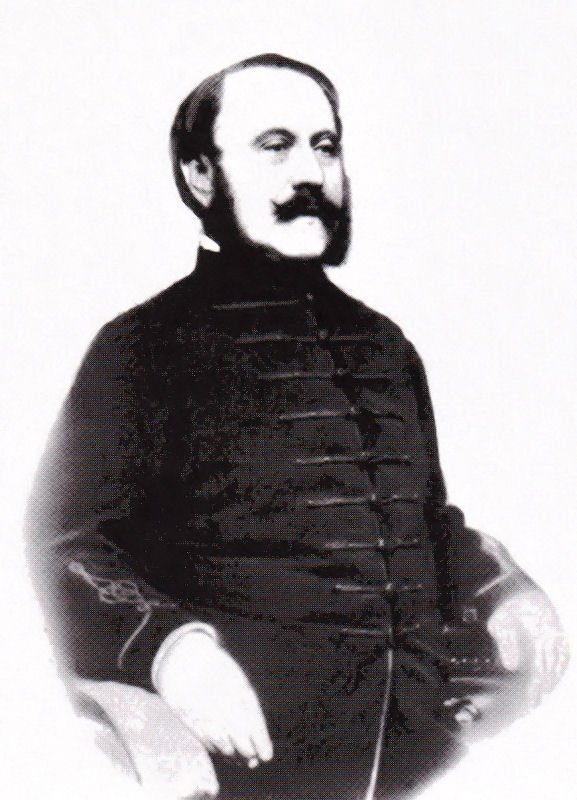
席格蒙·克梅尼

席格蒙·克梅尼（Zsigmond Kemény，1814年6月12日—1875年12月22日），匈牙利小说家，《佩斯日报》（Pesti Napló）主编。作品擅长处理心理问题。